# 福布斯中國名人榜

福布斯中國名人榜 （英語：Forbes China Celebrity 100），又稱中國百大名人榜，是《福布斯》雜誌每年評選的一份關於中國、香港以及臺灣等海外華人名人的排名，在2016年和2018年暫停，而在2021年僅公布排名前十位。

## 榜單
- 2004年榜單
- 2005年榜單
- 2006年榜單
- 2007年榜單
- 2008年榜單
- 2009年榜單
- 2010年榜單
- 2011年榜單
- 2012年榜單
- 2013年榜單
- 2014年榜單
- 2015年榜單
- 2017年榜單
- 2019年榜單
- 2020年榜單
- 2021年榜單